# ХК Химик-СКА
ХК Химик-СКА (блр. ХК «Хімік-СКА»; рус. ХК Химик-СКА) професионални је белоруски хокејашки клуб из града Новополоцка. Клуб се такмичи у елитној Белоруској екстралиги.

## Досадашњи називи
- ХК Двина (1973—1974)
- ХК Химик (1974—1994)
- ХК Полимир (1994—2003)
- ХК Химик-СКА (од 2003)

## Трофеји
- Белоруска екстралига:
  - Првак (2) :1996, 1997.
  - Друго место (2): 1995, 1998.
  - Треће место (4): 1993, 1994, 1999, 2001.

- Шампионат Белоруске ССР:
  - Првак (1) :1990.
  - Друго место (3): 1986, 1987, 1989
  - Треће место (4): 1980, 1981, 1983, 1985

- Друга лига Совјетског Савеза
  - 8. место: сезона 1991/92.